# Bromid peroksidaza
Bromid peroksidaza (EC 1.11.1.18, bromoperoksidaza, haloperoksidaza (nespecifična), eozinofilna peroksidaza) je enzim sa sistematskim imenom bromid:vodonik-peroksid oksidoreduktaza. Ovaj enzim katalizuje sledeću hemijsku reakciju:
2O2 {\displaystyle \rightleftharpoons } 2O
Ove bromoperoksidaze crvenih i smeđih morskih algi (Rhodophyta i Phaeophyta) sadrže vanadat. One katalizuju brominaciju niza organskih molekula kao što su seskviterpeni, formirajući stabilne C-Br veze. Bromoperoksidaze takođe oksiduju jodide.

## Literatura
- Nicholas C. Price; Lewis Stevens (1999). Fundamentals of Enzymology: The Cell and Molecular Biology of Catalytic Proteins (Third изд.). USA: Oxford University Press. ISBN 019850229X.
- Eric J. Toone (2006). Advances in Enzymology and Related Areas of Molecular Biology, Protein Evolution (Volume 75 изд.). Wiley-Interscience. ISBN 0471205036.
- Branden C; Tooze J. Introduction to Protein Structure. New York, NY: Garland Publishing. ISBN 0-8153-2305-0.
- Irwin H. Segel. Enzyme Kinetics: Behavior and Analysis of Rapid Equilibrium and Steady-State Enzyme Systems (Book 44 изд.). Wiley Classics Library. ISBN 0471303097.

## Spoljašnje veze
- Bromide+peroxidase на 